# 高原佑季
高原佑季は、日本の俳優である。劇団ひまわり所属。

## 主な出演歴

### CM
- 中央酪農会議『キス・篇』（りょう役）

### TV
- 「ジャンプ!」（山本裕典幼少）CX

### DVD
- フォレスタ「社会」教材

### スチール
- ベネッセコーポレーション「進研ゼミ・中一講座<ミラクル・テスト＆授業術>」表紙

### 舞台
- ミュージカル「星の王子さま」（シアター代官山）

| スタブアイコン | サブスタブ | この項目は、まだ閲覧者の調べものの参照としては役立たない、俳優（男優・女優）に関連した書きかけの項目です。この項目を加筆・訂正などしてくださる協力者を求めています（P:映画/PJ芸能人）。 |